# 関誠一郎
関 誠一郎（せき せいいちろう、1965年2月6日 - ）は、山口県防府市出身の音楽家。

## 略歴
山口県立防府高等学校卒業、東京都立大学理学部化学科中退。サクソフォーン、フルート、キーボード、シンセサイザーマニピュレーター、作曲・編曲をこなすマルチプレイヤーである。本業のかたわら、ライター業も手がけ、リットーミュージック社刊行のキーボードマガジン、サウンド&レコードマガジンなどに寄稿。日経BP社の日経クリックにパソコンによる音楽制作（打ち込み）の連載講座も掲載した。
奏者としては、尾崎豊の最後のツアーとなったTOUR 1991 BIRTHにサクソフォーン/キーボード奏者として参加。その他、久宝留理子のCOLORS、Blue to blueツアーにも参加。他にも多くのアーティストのバックバンドにも活動の場を広げる。
ギタリスト高橋圭一とのユニット、FORCEで、シングルCDを発売。また、この二人にm.c.A.Tを加えた3人で、女性ポップ歌手Meyouのアルバムプロディースを手がける。この際、楽曲提供、編曲のほか、ギターを除く全楽器/打ち込みなどを担当した。